# Gooik-Geraardsbergen-Gooik 2013
La 3e édition de Gooik-Geraardsbergen-Gooik a eu lieu le 26 mai 2013. La course fait partie du calendrier international féminin UCI 2013 en catégorie 1.2. L'épreuve est remportée par la Suédoise Emma Johansson.

## Récit de la course
La portion vallonnée du parcours permet à un groupe de huit coureuses de se détâcher. Le peloton revient à un moment à trente-six secondes, mais la jonction n'a pas lieu. Lors de l'avant dernier tour, Marianne Vos accélère dans la côte du circuit local. Tiffany Cromwell la rattrape. Iris Slappendel contre et est suivie par Emma Johansson. Maaike Polspoel fait rapidement le bond. Elles ne sont plus rejointes. Dans le final, Iris Slappendel attaque, mais est reprise. Au sprint, Emma Johannsson s'impose.

## Classements

### Classement final
| \| Classement général \| Classement général \| Classement général \| Classement général \| Classement général \| \| Coureuse \| Coureuse \| Pays \| Équipe \| Temps \| \| ------------------ \| ------------------- \| ------------------ \| -------------------- \| ------------------ \| \| 1re \| Emma Johansson \| Suède \| Orica-AIS \| 3 h 30 min 11 s \| \| 2e \| Maaike Polspoel \| Belgique \| Sengers \| + 0 s \| \| 3e \| Iris Slappendel \| Pays-Bas \| Rabo Women \| + 0 s \| \| 4e \| Tiffany Cromwell \| Australie \| Orica-AIS \| + 48 s \| \| 5e \| Marianne Vos \| Pays-Bas \| Rabo Women \| + 48 s \| \| 6e \| Jessie Daams \| Belgique \| Boels Dolmans \| + 48 s \| \| 7e \| Katarzyna Pawłowska \| Pologne \| GSD Gestion-Kallisto \| + 48 s \| \| 8e \| Rossella Ratto \| Italie \| Hitec Products UCK \| + 48 s \| \| 9e \| Christine Majerus \| Luxembourg \| Sengers \| + 5 min 50 s \| \| 10e \| Adrie Visser \| Pays-Bas \| Boels Dolmans \| + 5 min 50 s \| |                     |            |                      |                 |
| |                     |            |                      |                 |
| |                     |            |                      |                 |
| Classement général |                     |            |                      |                 |
| Coureuse | Coureuse            | Pays       | Équipe               | Temps           |
| 1re | Emma Johansson      | Suède      | Orica-AIS            | 3 h 30 min 11 s |
| 2e | Maaike Polspoel     | Belgique   | Sengers              | + 0 s           |
| 3e | Iris Slappendel     | Pays-Bas   | Rabo Women           | + 0 s           |
| 4e | Tiffany Cromwell    | Australie  | Orica-AIS            | + 48 s          |
| 5e | Marianne Vos        | Pays-Bas   | Rabo Women           | + 48 s          |
| 6e | Jessie Daams        | Belgique   | Boels Dolmans        | + 48 s          |
| 7e | Katarzyna Pawłowska | Pologne    | GSD Gestion-Kallisto | + 48 s          |
| 8e | Rossella Ratto      | Italie     | Hitec Products UCK   | + 48 s          |
| 9e | Christine Majerus   | Luxembourg | Sengers              | + 5 min 50 s    |
| 10e | Adrie Visser        | Pays-Bas   | Boels Dolmans        | + 5 min 50 s    |